# Cerro Jankho Huyo
Cerro Jankho Huyo är ett berg i Bolivia.   Det ligger i departementet La Paz, i den västra delen av landet, 500 km nordväst om huvudstaden Sucre. Toppen på Cerro Jankho Huyo är 5 178 meter över havet.
Terrängen runt Cerro Jankho Huyo är kuperad söderut, men norrut är den bergig. Runt Cerro Jankho Huyo är det ganska glesbefolkat, med 34 invånare per kvadratkilometer.. 
Trakten runt Cerro Jankho Huyo består i huvudsak av gräsmarker.